# معركة الشقيقة
```
[
2
]
 
[
3
]
```

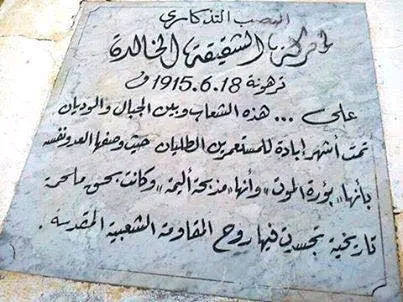
معركة الشقيقة

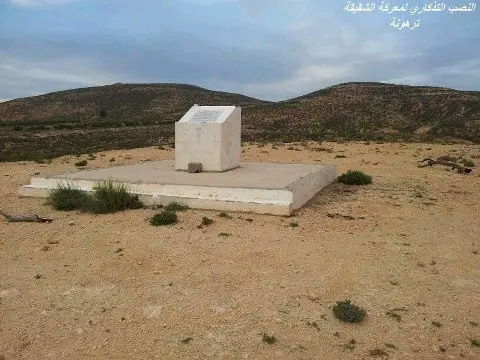
معركة الشقيقة

معركة الشقيقة هي معركة شهدت أكبر الخسائر للإيطاليين في ليبيا فعندما احتل الإيطاليون ترهونة للمرة الأولى عقب معاهدة لوزان بين إيطاليا وتركيا في يوم 18-12-1912 وظلت حاميتهم مقيمة بها آلة أن اندلعت ثورة استرداد المناطق بعد هزيمة الإيطاليين في موقعة معركة القرضابية يوم 29 -5-1915 والتي قاتلت فيها قبائل ترهونة تحت قيادة المجاهد عبدالله عبد النبي الكانوني الساعدى بن سلطان الصالحى حيث ارتفعت الروح المعنوية لليبيين في جميع المناطق وقاموا بمعارك باسلة استردوا فيها كل مناطقهم المحتلة في الدواخل والجبل الغربي والجبل الأخضر بلا استثناء وبقيت القوات الإيطالية في بعض المدن المحصنة في الساحل، ونتيجة لمعركة القرضابية الشهيرة سجلت انتصارات باهرة ضد الإيطاليين ولا يعرف في سجلات مركز جهاد الليبيين حتى الآن هزيمة تعتبر من أكبى هزائم الايطاليين في ليبيا وألحقت بها في معركة الشقيقة والتي تعرف عند أهل ترهونة بهذا الاسم وكانت ترهونة آنذاك تحت زعامات متضافرة وهم احمد المريض من قبيلة العواسة ويتزعم المنطقة الشرقية من ترهونة (ربع أولاد أمسلم)، والشيخ عبد الصمد النعاس من قبيلة أولاد أمعرف ويتزعم منطقة مجي و (ربع أولاد أمعرف)، والمناطق القريبة منها والهادي المبروك المنتصر من قبيلة الحمادات ويتزعم (ربع الدراهيب)، وقد كان للمجاهد سويدان الحاتمي من (ربع الحواتم) دور المخادع للقوة الإيطالية تماما كما فعل رمضان السويحلى في القرضابية وتحقيق الانتصار في معركة الشقيقة. حيث حوصرت الحامية الإيطالية المتمركزة في ترهونة بكاملها مما دفع الحكومة الإيطالية إلى محاولة إنقاذها وفك الحصار عنها وسحبها إلى الساحل وعمدت القيادة الإيطالية إلى إعداد قوة كبيرة بقيادة (الكولونيل روستى) في محاولة لدعم الحامية المذكورة وتزويدها بالإمدادات والتموين بعد أن انقطع عليها كل سبل الاتصال وقد خرجت هذه القوة الكبيرة من العزيزية (ليبيا) يوم 12-5-1915 متجهة نحو ترهونة لفك الحصار عن الحامية المذكورة ولكنها أوقفت في اليوم التالي 13-5-1915 بقيادة المجاهد مسعود الشويخ في سيدي بوعرقوب (الرقيعات) و (فم ملغة) واضطرت إلى الانسحاب من شدة المواجهات وتكبدت خسائر فادحة وأسر فيها 200 أسير إيطالي، وقد هبت قوة أخرى من العزيزية لنجدتها بقيادة كولونيل أخر وهو (بيليا) وقد تمكن هذا من الوصول إلى ترهونة يوم 16-5-1915 إلا أن قافلة الإمداد التابعة له قد انفصلت عنه مما زاد عدد أفردا القوات الإيطالية المحاصرة زيادة على الحامية الأصلية فبعد أن انفصلت قافلة الإمدادات التابعة لقوة الكولونيل (بيليا) والتي وصلت إلى ترهونة ولم تتمكن من اللحاق به حيث حوصرت يوم 17-5-1915 في سوق الأحد ترهونة فأبادوها وغنموا ما كان معها من الإمدادات، فاضطرت القيادة الإيطالية إلى تجريد قوة أكبر بقيادة الكولونيل (مونتى) لحراسة قافلة أخرى من الإمدادات ولكنها هوجمت هي الأخرى وقابلت نفس المصير وبعد فشل كل المحاولات لإنقاذ الحامية المحاصرة في ترهونة، اتجه الإيطاليون إلى إرسال قوة أخرى من القصبات مسلاتة بقيادة الكولونيل (كاسينس) ولكن هذه القوة لم تتمكن من الوصول إلى ترهونة نتيجة للمقاومة العنيفة التي واجهتها في المنطقة، فأبلغت القيادة هذه القوة بقيادة (كاسينس) للعمل على شغل المقاتلين في ترهونة وجرهم إلى منطقة الداوون شرق ترهونة وذلك لتسهيل انسحاب الحامية المحاصرة والخروج إلى عين زارة عن طريق سوق الأحد على أن تقوم القوات الإيطالية في العزيزية وعين زارة بعمليات تشغل المقاتلين عن عملية الانسحاب للحامية المحاصرة.
- وفى يوم 18-6-1915 تحركت الحامية المحاصرة من ترهونة إلى عين زارة بعد أن وفرت لها كافة الضمانات من القيادة الإيطالية باللاسلكي زيادة على يأسهم من وصول النجدة اضطروا إلى الخروج بعد نفاذ ما عندهم من زاد وتموين محاولين الوصول إلى طرابلس مهما كانت التضحية.

واختاروا طريق وادي الشقيقة وهو واد صغير ضيق يقع بالقرب من عين الشرشارة في مايعرف بمنطقة (الثلة) أولاد بوزيد ويمكن لأي شخص زيارته عن طريق مفرق يقع بحوالي 1 كم قبل مفرق مجي سيدي الصيد إلى اليسار من الطريق المزدوج المؤدى من طرابلس إلى ترهونة المدينة.
وعندما ملأت الحامية هذا الوادي الضيق وأصبحت في منطقة يصعب التحرك فيها انهال الرصاص على الإيطاليين من كل حدب وصوب وأصبحوا محاصرين في قاع الوادي، وبذلك تم القضاء على معظم أفراد الحامية البالغ عددهم (5000) مقاتل وقد أسر في هذه المعركة المسماة وادي الشقيقة 473 جنديا و 31 ضابطا أي ما مجموعه 504 أسير إضافة إلى 200 أسير المحتجزون من قبل في معركة بوعرقوب وفم ملغة وقتل في الشقيقة (4061) من الحامية الإيطالية.
وقد بقى الأسرى أل 700 خدما عاملين لمدة سنة خدما عاملين لدى عائلات المجاهدين الليبيين.
Verse il Fezzan by Rodolfo Grazianihttps://www.goodreads.com/book/show/39103887-verso-il-fezzan
معجم معارك الجهاد في ليبيا
https://pulpit.alwatanvoice.com/articles/2009/06/19/167890.html